# 1986 QH3
1986 QH3 är en asteroid i huvudbältet som upptäcktes den 29 augusti 1986 av den belgiske astronomen Henri Debehogne vid La Silla-observatoriet.
Den har en diameter på ungefär 4 kilometer.